# Marquard Ludwig von Printzen

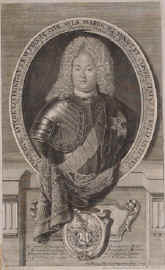
Marquard Ludwig von Printzen

Marquard Ludwig, baron von Printzen (ur. 14 kwietnia 1675 w Berching koło Eichstätt, zm. 8 listopada 1725 w Berlinie) – pruski dyplomata i polityk. Minister pruski za rządów Fryderyka I i Fryderyka Wilhelma I. Współautor 5 edyktów Fryderyka Wilhelma I.
Pruski poseł na dworze carskim w latach 1699–1701, następnie poseł Prus przy królu Szwecji (1705-1707) Karolu XII, w którego kwaterze głównej czterokrotnie wizytował.
W roku 1704 odziedziczył zamek Marquardt w dobrach rodowych w Marquardcie (dziś dzielnica Poczdamu).

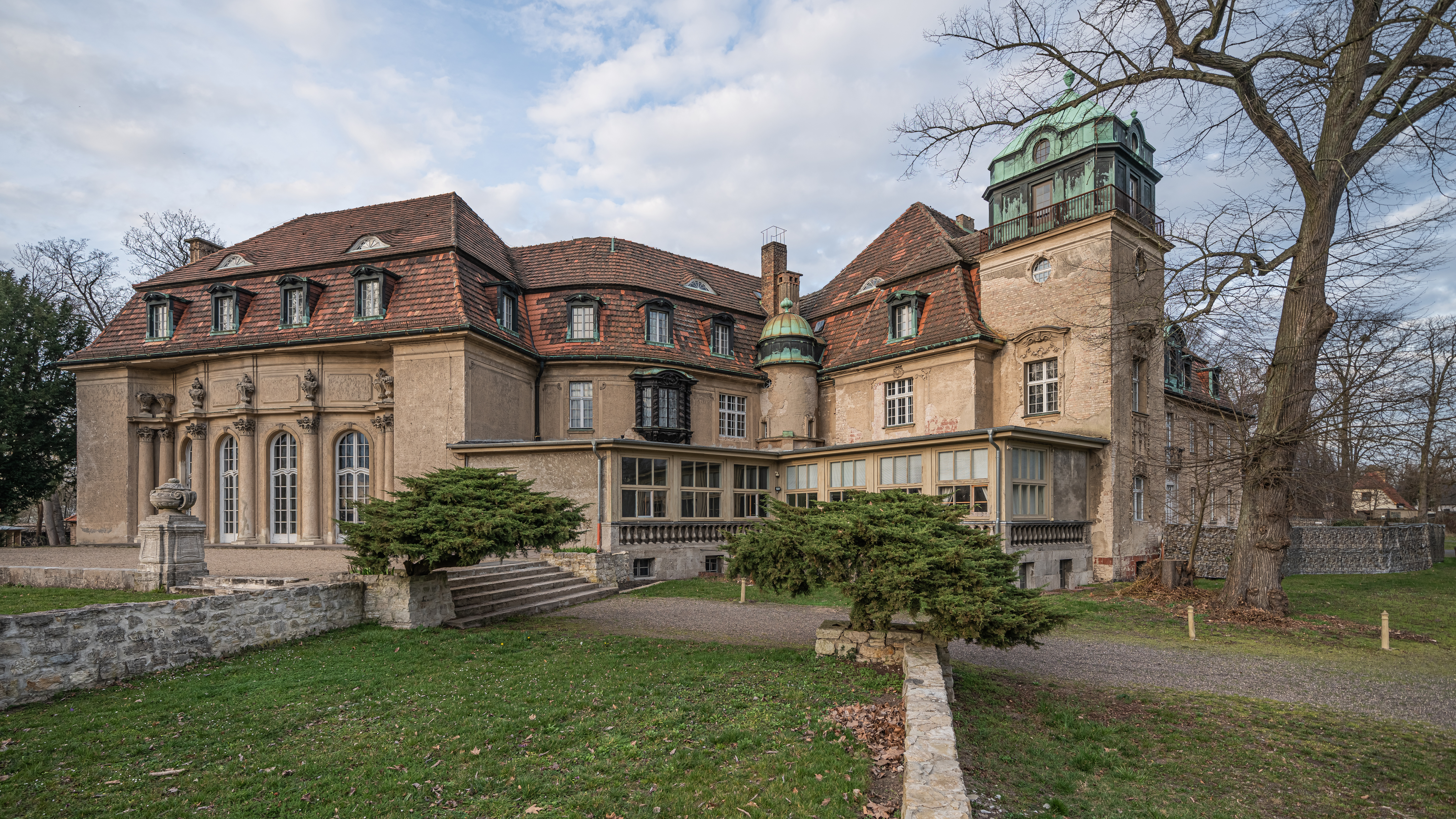
zamek Marquardt

Dyrektor pruskiej królewskiej biblioteki. W 1712 został marszałkiem dworu (Oberhofmarschall), w tym roku zarządzał poborem podatków w Magdeburgu. W 1714 został szefem administracji Berlina.